# تجزیه‌گر ایستابرقی
تجزیه‌گر ایستابرقی (انگلیسی: Electrostatic analyzer) یا ESA ابزاری است که در اپتیک یونی برای عبور دادن فقط آن دسته از یون‌ها یا الکترون‌ها که دارای انرژی مشخصی هستند، به کار می‌رود. این ابزار معمولاً این ذرات را در ناحیه‌ای کوچکتر متمرکز نیز می‌کند. تجزیه‌گرهای ایستابرقی عمدتاً به‌عنوان اجزای ابزارهای فضایی استفاده می‌شوند تا محدوده انرژی مورد بررسی را محدود کنند و به این ترتیب محدوده ذرات هدف برای آشکارسازی و اندازه‌گیری علمی را مشخص سازند. نزدیک‌ترین ابزار مشابه در نورشناسی، یک فیلتر اپتیکی است.

## تجزیه‌گر استوانه‌ای شعاعی
تجزیه‌گرهای ایستابرقی در پیکربندی‌های مختلف طراحی می‌شوند. نوع ساده‌ای از آن‌ها یک تجزیه‌گر استوانه‌ای شعاعی است که شامل دو صفحه منحنی موازی با پتانسیل‌های متفاوت است. یون‌ها یا الکترون‌ها از یک طرف وارد این تجزیه‌گر شده و بسته به انرژی اولیه‌شان یا از سوی دیگر عبور می‌کنند یا با دیواره‌های آن برخورد می‌کنند. در این نوع تجزیه‌گرها، فقط مؤلفه شعاعی سرعت ذرات باردار توسط ESA تغییر می‌کند، زیرا پتانسیل روی صفحات فقط در جهت شعاعی در مختصات استوانه‌ای تغییر می‌کند. با استفاده از معادله پواسن می‌توان بزرگی میدان الکتریکی که به سمت داخل شعاعی اشاره دارد را محاسبه کرد. نیروی ایجادشده توسط این میدان، مسیر ذرات را در یک حرکت دایره‌ای یکنواخت منحنی می‌کند. بر اساس انرژی (سرعت) اولیه، فقط ذرات خاصی مسیر «درست» برای خروج از تجزیه‌گر را طی می‌کنند، در حالی که بقیه با دیواره‌های ابزار برخورد خواهند کرد. در عمل، صفحات معمولاً به‌طور مخالف شارژ می‌شوند و در پتانسیل‌های بسیار بالا قرار دارند. همچنین، سطح داخلی تجزیه‌گر، که معمولاً از آلومینیوم برای مأموریت‌های فضایی ساخته شده، گاهی با کروم سیاه آبکاری یا سیاه‌کاری می‌شود تا نور پراکنده را جذب کند و از بازتاب آن جلوگیری نماید.

## تجزیه‌گرهای استوانه‌ای و مخروطی با میدان سطحی
نوع شناخته‌شده‌ای از تجزیه‌گرهای استوانه‌ای و نوع جدیدتری از تجزیه‌گرهای مخروطی با میدان سطحی ابزارهایی بسیار کاربردی هستند که طیف وسیعی از کاربردها را پوشش می‌دهند. این ابزارها قادر به دستیابی به وضوح انرژی بالا و ترکیب آن با دیافراگم پذیرش بزرگ هستند که برای اندازه‌گیری جریان‌های پلاسما در فضا بسیار حائز اهمیت است. این ابزارها می‌توانند در مطالعه اشیای مختلف و تحلیل مواد نانویی مورد استفاده قرار گیرند.

## استفاده در ابزارهای فضایی
نمونه‌هایی از ابزارهای فضایی که از تجزیه‌گرهای ایستابرقی استفاده می‌کنند:
- ابزار CAPS در کاسینی-هویگنس
- ابزارهای IBEX-Hi و IBEX-Lo در کاوشگر مرز میان‌ستاره‌ای
- مارینر ۱۰
- ابزار SWAP در نیو هورایزنز
- مأموریت‌های پایونیر ۶، ۷، ۸ و ۹
- رنجر ۱
- مأموریت تمیس
- ابزارهای ASPERA-3 و ASPERA-4 در مارس اکسپرس و ونوس اکسپرس[۶]
- ابزارهای ICA و IES در رزتا[۷]
- ابزارهای SWIA, SWEA و STATIC در ماون
- آزمایش توزیع شفق‌های مشتری (JADE) در فضاپیمای جونو
- ابزار SPAN در مأموریت Parker Solar Probe
- ابزار SWAPI در مأموریت IMAP که قرار است در ۲۰۲۵ پرتاب شود.